# Hembiträde

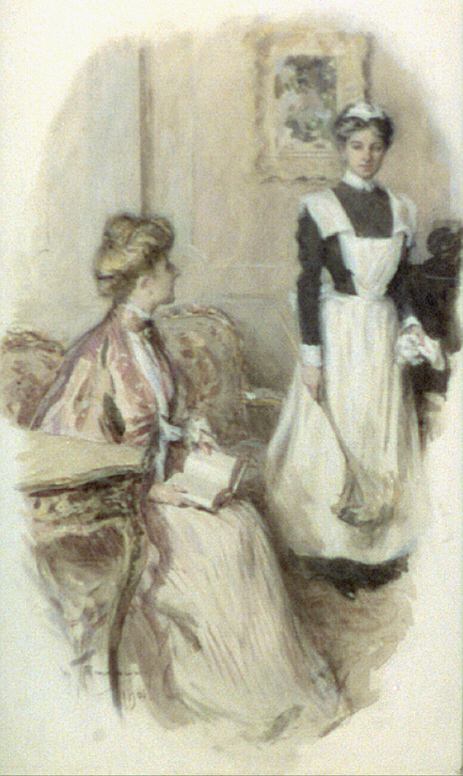
Hembiträde (till höger, stående) och arbetsgivare år 1906.

Banksy: Sweep at Hoxton, 2008

Ett hembiträde eller en husassistent, ibland även kallat hemhjälp, är en person som är anställd att utföra husliga sysslor i sin arbetsgivares privathem. Arbetsuppgifterna varierar, men kan omfatta städning och tvätt, matlagning, dukning, servering, strykning och diskning samt ibland även barnpassning. Historiska beteckningar är tjänsteflicka, tjänstekvinna, tjänarinna, husa, husjungfru eller jungfru. Om barnpassning är huvuduppgiften används ofta benämningen barnflicka, eller tidigare barnjungfru, särskilt om den anställde är något yngre.

## Historik och arbetsvillkor

### Klädsel
Äldre tiders mer hierarkiska samhällsordning omfattade även hembiträden. De hade därmed från ett modernt perspektiv mindre personlig frihet än vad som är normen i dag.
I många fall finns klädsel för "grövre arbete", "vardag" samt serveringsdräkt. Från slutet av 1800-talet hade många hembiträden en särskild arbetsdräkt som bestod av svart eller blå klänning med vit krage och vitt förkläde, i vilken de serverade. Även i dag förekommer den traditionella arbetsdräkten för hembiträden på många håll i världen. Vardagsdräkten för hembiträdena har varit mer varierande, till exempel vit blus eller skjorta, svart kjol alternativt finare byxor, med vitt skärp samt vitt förkläde och svarta skor. Även vit blus och svart kjol som serveringskläder kan förekomma. Även klänning kan förekomma.
Hembiträden förväntades historiskt följa då gällande seder som att vara artiga och niga för arbetsgivarna och arbetsgivarnas gäster.

Vardagsklänning för husjungfrun, blus och kjol i ljusblått bomullstyg så kallat skötersketyg – Hallwylska museet
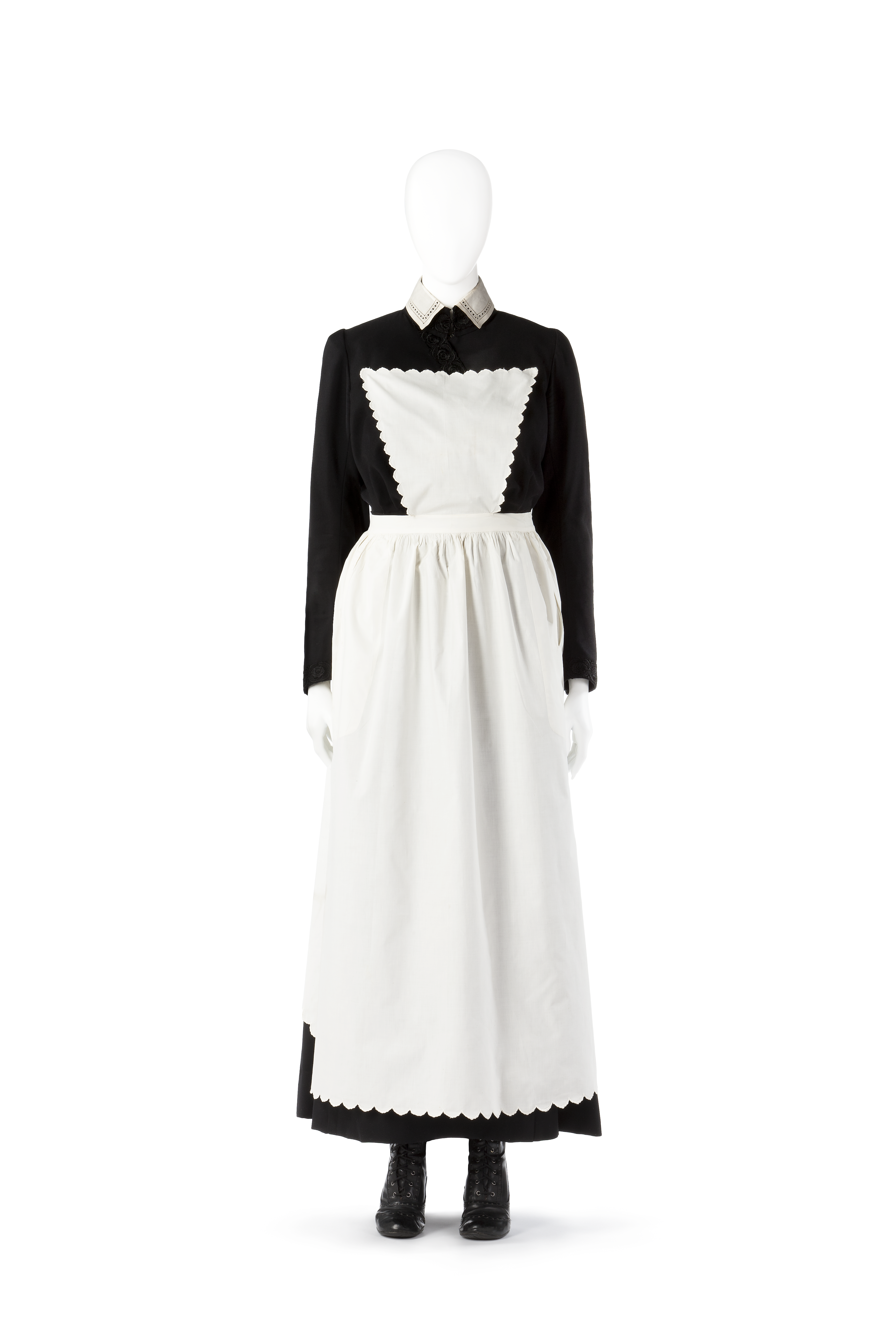
Helgdagsklänning för husjungfrun – Hallwylska museet
Helgdagsklänning för husjungfrun, år 1914 – Hallwylska museet

### Från utvecklingsland till industriland
Många kvinnor i utvecklingsländer erbjuds att få komma till industriländer och arbete som hembiträden och barnflickor, ibland utan uppehållstillstånd, och många av dem hamnar under slavlika förhållanden. Fenomenet med utländska hembiträden som utnyttjas i hemmen är även vanligt i till exempel Hongkong och de rika Gulfstaterna, exempelvis Qatar.

### Arbetsförhållanden

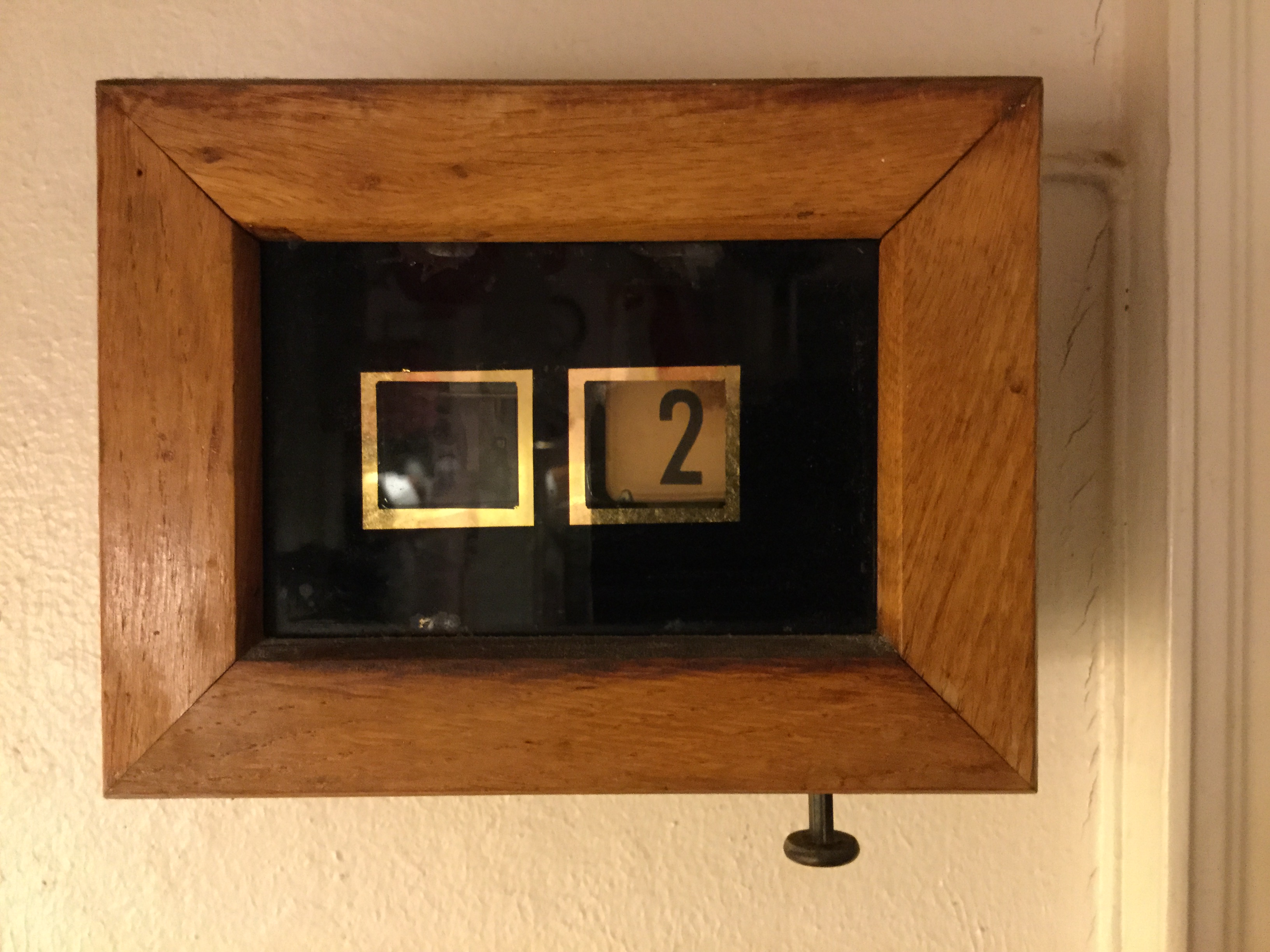
Ringklocka i köket, för att påkalla tjänstefolkets uppmärksamhet.

Eftersom hembiträden vistas i arbetsgivarens hem, har arbetsgivaren ett inflytande över deras situation, även om det varierar mellan olika arbetsgivare hur hembiträden blir behandlade. Vissa hembiträden arbetar parallellt med skolgång i till exempel gymnasieskola, högskola eller universitet.
Hembiträden har inte alltid utbildning för sitt arbete. Det förekommer att de arbetar självständigt men även att de arbetar på direkta direktiv och instruktioner från arbetsgivaren. Hembiträden har ofta låg lön och många av dem är inneboende, och har fria måltider. Många inneboende hembiträden har även fria kläder kan då använda särskilda arbetskläder under arbetstiden.
Ett inneboende hembiträde kan bo i ett eller flera rum i arbetsgivarens bostad. Traditionellt kallades detta jungfrukammare i Sverige. Där kunde de sova på nätterna, tillbringa ledig tid och vila på raster, men fick många gånger inte ta in vänner.
Den 16 juni 2011 antog ILO en internationell konvention om att hushållsanställda skall ges rätt till reglerade arbetsförhållanden och lön på det aktuella landets miniminivå.

### Yngre barn som hembiträden
Huslig personal är vanlig i många utvecklingsländer och de arbetar, liksom andra yrkesgrupper i utvecklingsländer, under förhållanden som från ett europeiskt perspektiv framstår som otillfredsställande. Barn tvingas ofta arbeta för sitt uppehälle i utvecklingsländer, och det gäller även husligt anställda.
I dag använder en del människor i fattiga länder som till exempel Brasilien och Indien mycket unga flickor som hembiträden och barnflickor, eftersom det anses vara "billigt". Många av flickorna är bara är omkring 10–12 år, några ännu yngre (vissa endast 5–6 år), och de kommer oftast från mycket fattiga familjer för att bo och arbeta hos mer välbeställda familjer för lön som oftast är mycket låg. Även "barnhembiträden" måste arbeta länge, många av dem 16-18 timmar per dag under veckans alla sju dagar, och trots sin låga ålder behandlas många av dem "hårt", får inte leka, och måste ha på sig hembiträdeskläder/barnflickkläder ("uniform"). Vissa av dessa utför arbetet parallellt med skolgång. Flera hembiträdesflickor och barnflickor riskerar dessutom att utsättas för våld och sexuella övergrepp från sina arbetsgivare. Många människor har opponerat sig mot att små barn arbetar som hembiträden och barnflickor.
Fenomenet med barnhembiträden är ett problem i bland annat Nigeria, där många av dem enligt uppgifter från 1998 inte får gå i skolan.
Miljontals barn runtom i världen förmodas enligt Unicef arbeta som hembiträden.

## Hembiträden i världen
Hembiträdens situation varierar mellan olika länder, liksom deras antal.

### Afrika

#### Kenya
År 2004 arbetade uppskattningsvis 200 000 barn i Kenya som hembiträde.

#### Sydafrika
I Sydafrika utgjorde hembiträdena 2010 minst 7 % av arbetsstyrkan, och uppgick till 888 000 i antalet.  Under tidigt 2000-tal startade de en fackförening i Sadsawu och fick rätt till lagstadgad minimilön. 
År 1980 utgav den sydafrikanske sociologen Jacklyn Cock en studie över hembiträden sedan nederländarnas ankomst vid 1700-talets slut, och hur hembiträden från bland annat Indien framför vid slaveriets avskaffande 1834 till stor del ersatte slavarna.

#### Zimbabwe
I Zimbabwe har den viktorianska tidens förhållanden för hembiträden beskrivits som levande ännu vid 2010-talets mitt.

### Asien

#### Indien
Uppskattningsvis var 2004 vart fjärde barn under 14 år i Indien husligt arbetande.

#### Indonesien

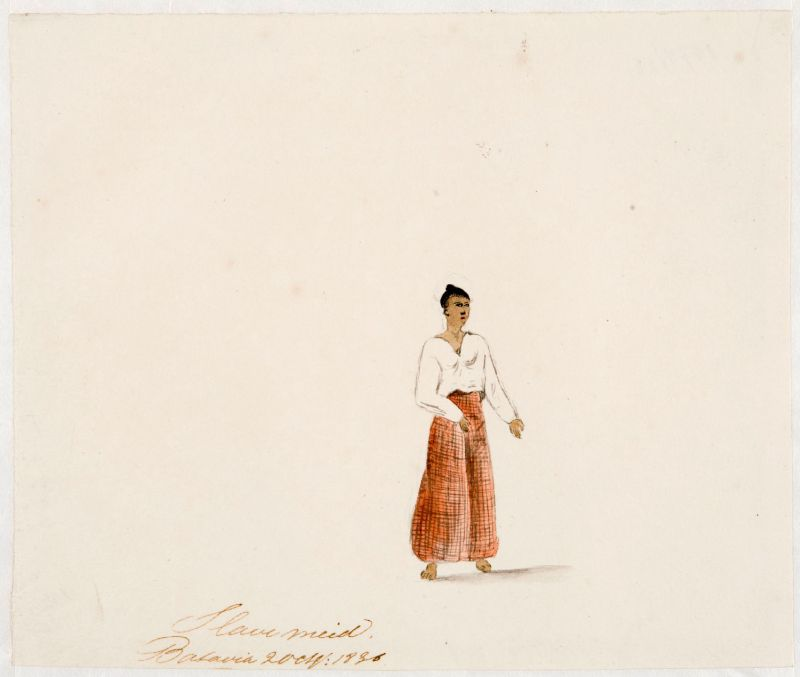
Avbildning av slavkvinna i Nederländska Indien. Oktober 1836.

Under Nederländernas koloniala tid arbetade många personer från Nederländska Indien i inflyttade nederländares hem, först som slavar och senare som hembiträden.
I Indonesien saknar hembiträden ännu 2011 skydd av de arbetsmiljölagar som finns, och röster har höjts i parlamentet efter flera års protester. För att uppmärksamma de svåra förhållanden många av dem lever under instiftades 2001 Hembiträdenas dag.
Uppskattningsvis arbetade 2004 700 000 barn i Indonesien som hembiträde.

#### Kina

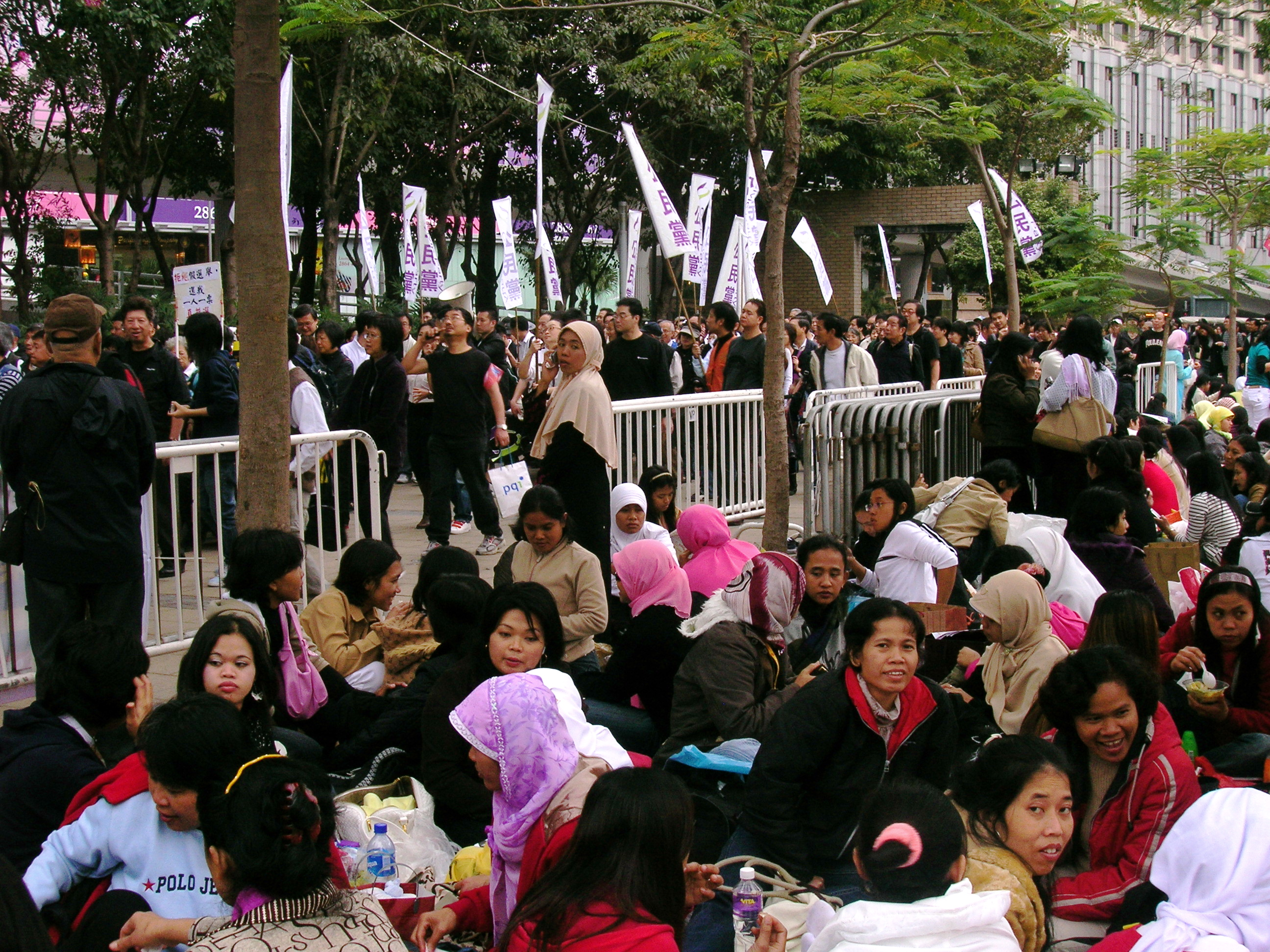
Indonesiska hembiträden i Hongkong som tillbringar ledig tid i parken. Januari 2008.

I Hongkong i Kina har sedan 1970-talet många unga flickor kommit från länder som Filippinerna, Indonesien och Thailand för att arbeta som hembiträden hos Hongkongbor. De kallas ofta "fei yung" på kantonesiska, vilket betyder "filippinsk hjälpare".

#### Libanon
Runt 2016 fanns cirka 250 000 gästarbetande hembiträden i Libanon. Rapporter har kommit om att många av dem lever under förhållanden som beskrivits som "slavliknande".

#### Malaysia
I Malaysia fanns tidigare många hembiträden från Indonesien. Efter flera brutala övergrepp stoppades migrationen 2009. I juni 2012 tilläts den återigen. Efter rapporter om övergrepp stoppade Kambodja i november 2011 hembiträdenas resor till Malaysia.

#### Singapore
I Singapore anställs många hembiträden från fattigare länder i Asien. Staten erbjuder enbart skydd mot våld och sexuella trakasserier, inga bestämmelser om arbetstider finns. I staden finns omkring  160 000 hembiträden, vilka för en lön på motsvarande 2 000 SEK. Söndagen är ledig.
Många har dock aldrig varit lediga under de två första åren. I mars 2012 meddelade Singapores arbetsminister Tan Chuan Jin att hembiträdena från 2013 slutligen skulle få rätt till en ledig dag.

### Europa

#### Danmark
År 1854 infördes lagstiftningen Tyendeloven, som reglerade tjänsteflickornas arbetsförhållanden och gav arbetsgivaren rätten att kräva att de kontinuerligt var tillgängliga för arbete, förutom en ledig söndagseftermiddag varannan vecka. År 1885, i första årgången av tidskriften Kvinden og Samfundet lade Johanne Meyer, senare Kvindelig Fremskridtsforening, fram en önskan om bättre arbetsförhållanden och mer fritid. Debatten blossade upp igen 1888, och slutligen 1891 då Karen Laursen Prip som representerade Tjenestetyendeforeningen Enigheden, skrev i Tjenestepigens Juleaften om dåliga arbetsförhållanden.

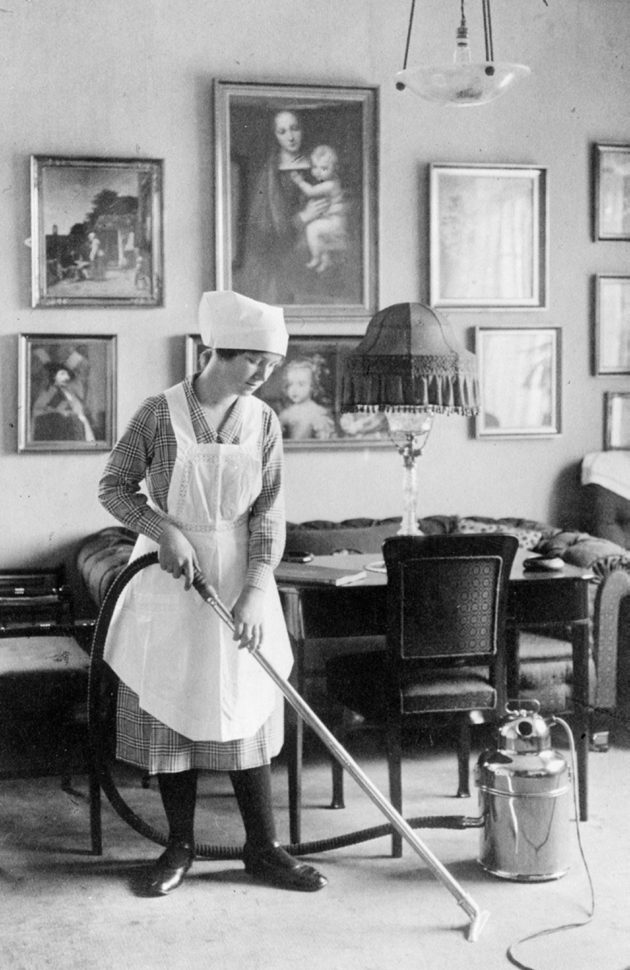
Hemhjälp städar i Danmark 1912.

I Köpenhamn fanns omkring år 1900 cirka 24 000 tjänsteflickor. 1920 hade siffran sjunkit till cirka 19 000, och många av dem kom från Danmarks landsbygd eller från Sverige.
År 1914 ändrades officiellt beteckningen till "husassistent".

#### Finland
I Finland infördes 1949 den så kallade "hembiträdeslagen", som 1978 ersattes av "Lag om hushållsarbetstagares arbetsförhållande".
Minna Sillanpää, Finlands första kvinnliga minister och som gick i spetsen för Finlands kvinnliga arbetarrörelse, hade tidigare arbetat som hembiträde.

#### Frankrike

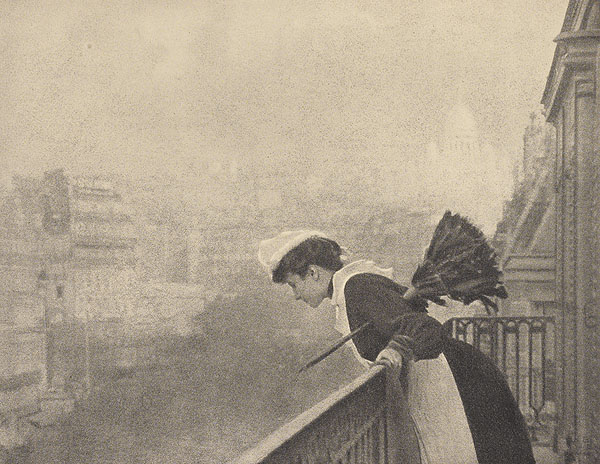
Hembiträde i Frankrike 1906.

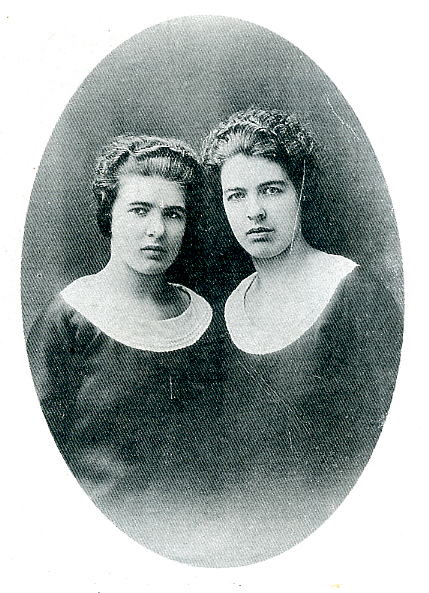
Systrarna Papin.

Två kända hembiträden från Frankrike var Systrarna Papin, som den 2 februari 1933 lät mörda sin arbetsgivare i Le Mans.

#### Italien
I Italien arbetar cirka 300 000 filippiner och de flesta av dem är kvinnor anställda som hembiträden.

#### Norge
Överklassen och senare även den övre medelklassen anställde hushållspersonal. Under 1870-talet arbetade flera flickor och kvinnor som hemhjälp, främst i borgerliga hem i städerna. Med åren fick de dock allt fler möjligheter till lönearbete utanför hemmen. Kring år 1900 blev det brist på hemhjälp. Ännu 1930 fanns det 120 000 flickor och kvinnor i husligt arbete i Norge, men 1960 hade siffran sjunkit till 15 000. De flesta tjänsteflickor i städerna kom från landsbygden, och i Christiania gjordes misslyckades försök att starta en skola för tjänsteflickor.
Vid 1800-talets slut arbetade flera flickor från Finnskogen som hembiträden i Norge.
År 2008 var den typiska hemhjälpen i Norge en vuxen kvinna, född utanför Norge.

#### Spanien
I Spanien anlitas många kvinnor från länder som Rumänien och Moldavien som hembiträden.

#### Storbritannien
En av de tidigare tränings-yrkesskolorna för hembiträden startades av brittiska staten i Market Harborough, där hembiträden tränades att utföra hushållsarbete, samt lärde sig sy sin egen hembiträdesuniform. Historikern Julia Laite har forskat kring hembiträdenas situation i London i början av 1900-talet, då arbetstiderna var mycket långa eller oreglerade och fysiska övergrepp från arbetsgivarens familj vanligt förekommande.

#### Sverige

Hembiträde som rengör en takkrona - Hallwylska museet

Under 1880-talet diskuterades synen på pigor och deras förhållande till arbetsgivaren på tidningarnas insändarsidor.
Kring 1919 började termen hembiträde ersätta de tidigare benämningarna jungfru, piga och tjänstekvinna i svenskan. En annan benämning var tjänsteflicka, som kunde användas om det rörde sig om en ung flicka medan en äldre kunde benämnas tjänstekvinna. Ordet piga bytte dock innebörd, och den benämningen flyttades från städerna ut till landsbygden. 
Vissa hembiträden påbörjade sin tjänst direkt efter avslutad folkskola, mellan 12 och 15 års ålder. De bodde ofta i ett litet rum i sina arbetsgivares bostad, som så kallade inneboende. De bar ofta serveringsdräkt. Hembiträde var ofta ett genomgångsyrke, men hembiträdet var mycket beroende av arbetsgivaren. Många hembiträden var endast sällan helt lediga: de undantogs från arbetstidsreglerna och skulle finnas till hands åtminstone under dygnets vakna timmar. Ändå hade de oftast låg lön. 
Stockholms hembiträdesförening bildades 1904, och tog 1936 initiativ till den första nationella föreningen för hembiträden, Hembiträdesföreningarnas centralkommitté. Under 1930-talet började deras krav på åtta timmars arbetsdag och "rimliga villkor" allt oftare höras. och deras situation började diskuteras i Sveriges riksdag.
I Sverige innebar den så kallade husagan att en arbetsgivare fick aga vuxna anställda till den 1 oktober 1858 och omyndiga anställda till 1920.
Att ha ett hembiträde var ganska vanligt bland överklassen och medelklassen i städerna i Sverige under 1800-talet och ännu under första hälften av 1900-talet, och 1933 fanns det, lantbruket undantaget, omkring 50 000 hembiträden i Sverige. Samma år tillsatte Sveriges dåvarande socialminister Gustav Möller (s) en utredning med hembiträdet Hanna Grönvall (s) som sakkunnig. År 1939 föreslogs en ledig dag i veckan för hembiträdena och 1944 kom en lag som reglerade arbetsförhållandena, "Hembiträdeslagen". Den gällde fram till den 1 juli 1971, då 1970 års "Lag om husligt arbete" trädde i kraft. Det närmaste en liknande lag tidigare var tjänstehjonsstadgan åren 1833–1926, som den svenska landsbygdens hembiträden och pigor lydde under.
År 1938 demonstrerade hembiträdena i Sverige för åtta timmars arbetsdag, något som blev verklighet först under 1970-talet.
År 1944 års lag föregicks av statlig utredning (SOU 1937:16) och livlig debatt. För att komma in på vissa utbildningar i Sverige krävdes länge praktik från husligt arbete, en förklaring till att det ännu 1980 officiellt fanns omkring 20 000 hembiträden i Sverige.
Bostadskollektiva kommittén presenterade 1952 betänkandet Hemhjälp, där den sociala hemhjälpen presenteras som en av 1940-talets mest betydande sociala reformer.
När industri och offentlig sektor växte erbjöds lägre utbildade kvinnor fler möjligheter på arbetsmarknaden. Allt färre familjer fick råd att anställa hembiträde. Den övre medelklassen hade oftast hembiträde fram till och med 1940-talet. Anställningsmöjligheterna som hembiträde försvann även alltmer under 1950-talet och 1960-talet när nya och bättre hushållsapparater då började bli allmänt tillgängliga. Tvättmaskin, diskmaskin, elektrisk mangel, kylskåp och förbättrade dammsugare och strykjärn gjorde att husmor själv i fortsättningen utförde de tidigare tunga hushållssysslorna i alltfler hushåll.
Under efterkrigstiden arbetade många tyskfödda kvinnor som hembiträden i Sverige.
Från 1970-talet har hembiträden varit ganska ovanliga. Icke-svenska hembiträden, barnflickor och au pair-flickor, många gånger från länder med lägre inkomstnivåer, förekommer dock fortfarande i vissa hem i Sverige. En au pair bor under ett år i en värdfamilj och hjälper då till med att ta hand om familjens barn i utbyte mot mat, husrum, fickpeng och möjlighet att delta i språkstudier.
Röster har höjts för att ge hushållsanställda samma arbetsvillkor som andra.

#### Tyskland

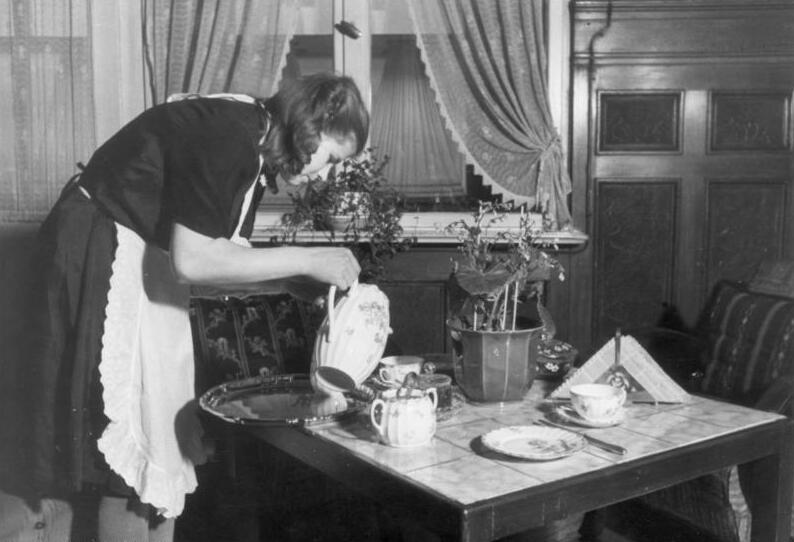
Östeuropeiskt hembiträde i Tyskland. Januari 1945.

Emma Ihrer, som gick i spetsen för Tysklands kvinnliga arbetarrörelse, hade tidigare arbetat som hembiträde.

### Mellanöstern
I det muslimska Mellanöstern fanns i historisk tid inga fria avlönade tjänsteflickor av det slag som fanns i Europa. Det islamiska idealet om könssegregering gjorde det svårt för fria muslimska kvinnor att ta anställning som tjänare i någon annans hem, där det kunde finnas personer av motsatt kön. Samma könssegregation gjorde att det också var svårt för manliga tjänare att gå in i haremet, där de kvinnliga medlemmarna av familjen bodde. Istället för fria avlönade tjänare användes därför slavar som tjänare i muslimska hushåll. 
Enligt islamisk skulle muslimers slavar vara kafir (icke-muslimer) från dar al-harb (den icke-muslimska världen). Slavar underkastades inte den islamiska lagen på samma sätt som fria muslimer. Manliga slavar kunde därför göras till eunucker, något som gjorde det möjligt för dem att fritt gå mellan den manliga och kvinnliga delen av huset; och kvinnliga slavar var inte lika strängt segregerade till harem som fria muslimska kvinnor, utan kunde skickas på ärenden utanför haremet. I det muslimska Mellanöstern användes därför slavinnor till uppgifter motsvarande de som i Västvärlden utfördes av avlönade hembiträden.
Systemet med att använda husslavar för hushållsarbete fortsatte i Mellanöstern fram till att slaveriet förbjöds under första hälften av 1900-talet: slaveriet förbjöds i Qatar 1952, i Saudiarabien och Jemen 1962, i Dubai 1963 och i Oman 1970. 
Efter avskaffandet av slavhandeln i Mellanöstern under 1900-talet började rika hushåll istället förses med hembiträden genom det så kallade kafalasystemet. Kvinnor från Afrika och Asien blir genom kafalasystemet anställda som hembiträden i Arabvärlden under arbetsförhållanden som beskrivs som slavliknande förhållanden.

### Nordamerika

#### Haiti
År 2004 arbetade uppskattningsvis 250 000 barn i Haiti som hembiträden.

#### Mexiko
I Mexiko finns omkring 1,5 miljoner hembiträden, och de flesta är flickor eller kvinnor, de flesta kommer från landets fattigaste delar. Enligt lag har de rätt till "anständiga löner och god hälsovård". Åren 2002–2004 anmäldes arbetsgivarna 435 gånger, men mörkertalet antas vara mycket stort enligt Mexikos nationella kvinnoinstitut.

#### USA

Flickor i Kalifornien i USA tränas för husliga anställningar, iklädda hättor, cirka 1940.

Under 1700-talet blev privat städpersonal allt vanligare i USA, efter inspiration från England.
Medan Sydstaterna använde sig av husslavar, förekom en yrkesklass av avlönade fria tjänare i Nordstaterna. 
I USA arbetade under 1800-talet och början av 1900-talet flera svenska flickor och kvinnor som hembiträden i städerna, främst Chicago. De hade ofta gott anseende, och bättre arbetstider och löner än Sverige. Många av dem övergick direkt från jordbruksarbete på Sveriges landsbygd till arbete som inneboende hembiträden i USA:s städer. Även personer från Finland var eftertraktade.
I slutet av 1940-talet följde USA efter den svenska hembiträdeslagstiftningen, vilken betraktades som en radikal förebild.

### Sydamerika

#### Argentina
I Argentina är arbetet vanligt bland invandrarkvinnor från bland annat länder som Bolivia, Peru och Paraguay.
I Argentina talar man om empleada domestica, men alltfler unga kvinnor från norra Argentina samt från Paraguay och Peru, varifrån man tidigare hämtat många hembiträden i Buenos Aires, föredrar mer flexibla arbetsförhållanden, där många av dem inte längre är inneboende och fulltidsanställda, vilket tidigare ofta varit fallet.

#### Bolivia
I Bolivia fanns 2010 runt 137 000 hembiträden. Den senaste riktiga räkningen gjordes dock 1992, och då antalet uppskattades till 135 000. År 1993 bildades fackföreningen Fenatrahob. Många får bara halva minimilönen, och saknar rätt till semester. År 2003 års lagstiftning säger att hushållsarbetare som bor hos sin arbetsgivare inte får arbeta mer än tio timmar per dag, även om lagen i många fall inte följs. Många hushållsarbetare börjar arbeta redan vid 9–14 års ålder.

#### Brasilien
I Brasilien, där arbete som hembiträde regleras av lagstiftningen Lei do empregado doméstico, har det traditionellt sett handlat om inneboende flickor och kvinnor. Arbetskläderna/uniformen för hembiträden och barnflickor har ofta handlat om vit blus och vita långbyxor, och traditionella hembiträdeskläder har sålts i butik, men senare har det i många familjer blivit allt vanligare med en dagtidsstäderska som inte bor i jungfrukammaren, och som i vissa familjer även har mer lite att säga till om vad gäller klädsel, vita shorts och linne accepteras då numera på vissa håll., främst till vardags
Det fanns 2012 omkring 8 miljoner hembiträden i Brasilien. Enligt en rapport från ILO i juni 2004 var uppskattningsvis 559 000  barn i Brasilien husligt anställda.
2013 infördes lagen PEC das Domésticas, som reglerar husligt anställdas arbetsförhållanden.

#### Chile
I Chile menar många att det i flera år pågått en diskriminering av hembiträden.